# Kazimierz Czyński
Kazimierz Tadeusz Stefan Czyński est un acteur, metteur en scène et réalisateur polonais né le 6 février 1891 à Przemyśl et mort le 15 novembre 1956 à Sulechów.

## Biographie
Il est diplômé du lycée de Przemyśl et étudie ensuite à Lviv, où il suit les cours d'art dramatique de Józef Chmieliński.
Il fait ses débuts d'acteur en 1910 sur la scène du théâtre populaire de Lviv. Il passe les années suivantes dans des compagnies itinérantes et, au cours de la saison 1912-1913, il se produit à Poznań.
Pendant la Première Guerre mondiale, il combat dans les rangs de la 1e brigade des légions polonaises (pl) et est gravement blessé.
Après la fin des combats, il se produit à Varsovie (au théâtre Polski de 1918 à 1919 et au théâtre Reduta de 1921 à 1925) et à Cracovie (théâtre Bagatela de 1919 à 1920).
En 1923, il obtient le titre de metteur en scène et dirige le théâtre Aleksander Fredro à Varsovie. De 1926 jusqu'à l'éclatement de la Seconde Guerre mondiale, il travaille dans le domaine du cinéma, réalisant et dirigeant la société Centrofilm (à partir de 1929).
Pendant l'occupation, il travaille physiquement. En 1945, il se retrouve à Lublin, où il établit une coopération avec le studio de cinéma Czołówka (pl), réalisant quatre documentaires entre 1945 et 1948. Entre 1949 et 1952, il travaille comme metteur en scène dans les théâtres de Częstochowa, Białystok, Gniezno, Kalisz et Radom.
De 1952 à 1953, il dirige le théâtre itinérant du Teatr Ziemi Łódzkiej (pl), puis le théâtre Cyprian Kamil Norwid à Jelenia Góra (de 1954 à 1955) et le théâtre Ziemi Lubuskiej (pl) à Zielona Góra (de 1955 à 1956).

## Filmographie
- 1926 : Ku wyżynom
- 1927 : Ryngraf
- 1927 : Martwy węzeł
- 1930 : Wiatr od morza